# سوزه مائیس
سوزه مائیس (فرانسوی: Suzet Maïs‎؛ ‏ ۳۱ ژانویهٔ ۱۹۰۸ – ۲۴ ژانویهٔ ۱۹۸۹) بازیگر اهل فرانسه بود.
از فیلم‌هایی که وی در آنها نقش داشته‌است می‌توان به آتول کا اشاره کرد.